# فيروسات سيفاوية
الفيروسات السيفاوية (بالإنجليزية: Siphoviridae)‏ هي عائلة من الفيروسات ذات الدنا ثنائي السلسلة يصيب فقط البكتيريا المتميزة بذيل طويل غير-المتقلص و قفيصة مكعبة الشكل (النمط شكلي ب1) أو بيضوية (النمط الشكلي ب2).
لهذه الفيروسات قفيصة يتراوح قطرها بين 55 و 60 نم وذيل طويل يمكن أن يصل حتى 570 نم، سلسلتا الدنا خطيتان وتظم هذه العائلة العاثية λ والعاثية x والعاثية φ80.
وتضم الأجناس التالية:
- جنس فيروسات شبيهة-λ; الأنواع: عاثية الأمعاء λ
- جنس فيروسات شبيهة-T1; الأنواع: عاثية الأمعاء T1
- جنس فيروسات شبيهة-T5; الأنواع: عاثية الأمعاء T5
- جنس فيروسات شبيهة-ج2; الأنواع: عاثية المكورة اللبنية ج2
- جنس فيروسات شبيهة-L5; الأنواع: عاثية متفطرة L5
- جنس فيروسات شبيهة-ψM1; الأنواع: عاثية ميثانية ψM1
- جنس فيروسات شبيهة-φC31; الأنواع: عاثية متسلسلة φC31
- جنس فيروسات شبيهة-N15; الأنواع: عاثية الأمعاء N15

## وصلات خارجية
- نطاق فيروسي: فيروسات سيفاوية

أدخل النص غير المنسق هنا